# Primulina drakei
Primulina drakei là một loài thực vật có hoa trong họ Tai voi (Gesneriaceae). Loài này sinh sống ở miền bắc Việt Nam, được Emmanuel Drake del Castillo mô tả khoa học đầu tiên năm 1890, nhưng danh pháp này là không hợp lệ (nom. illeg.), do Chirita bracteosa đã được Friedrich Anton Wilhelm Miquel đặt năm 1858 để thay thế danh pháp Liebigia bracteosa Zoll. & Moritzi, 1845 (nay là Liebigia horsfieldii) có ở Tây Java và Bali (Indonesia). Năm 1960, Brian Laurence Burtt đặt lại danh pháp thành Chirita drakei. Năm 2011, Mich.Möller & A.Weber chuyển nó sang chi Primulina với danh pháp như đề cập trong bài.